# Сонпхён
Сонпхён (кор. 송편) — разновидность пирожков из клейкого риса (ттока), которые традиционно готовят в праздник Чхусок. Рисовые пирожки обладают особенным запахом от того, что их готовят на пару с добавлением сосновых иголок. Форма и наполнение сонпхён различаются в зависимости от региона, но наиболее распространённые имеют размер чуть меньше мяча для гольфа и форму полумесяца.
В корейской семье считается традицией совместное изготовление сонпхёна накануне праздника. Существует примета, что если вылепить сонпхён красивой формы, то в будущем родится красивая дочь.

## Приготовление

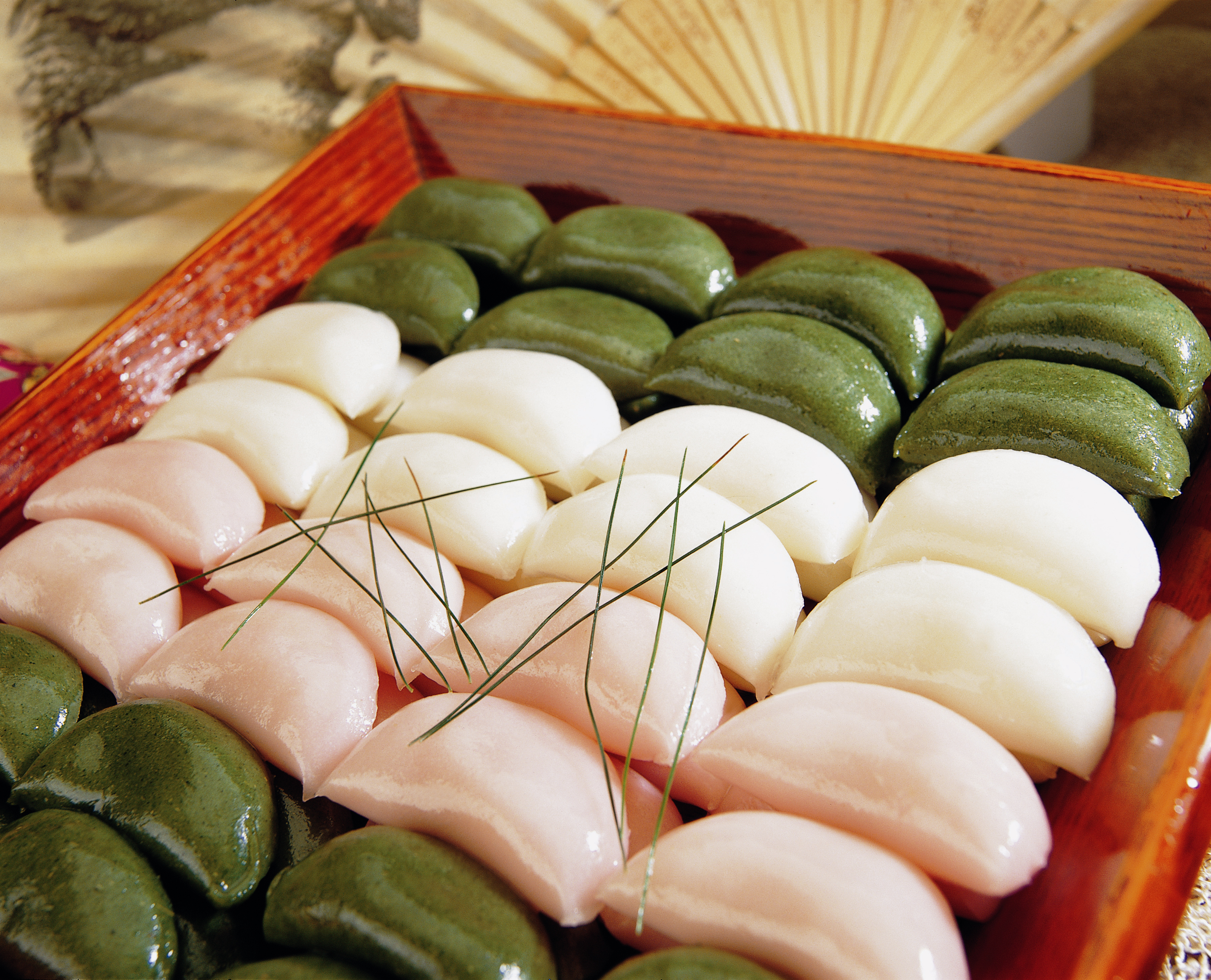
Сонпхён

Для приготовления сонпхёна необходимо сделать тесто из рисовой муки, в которое в процессе готовки добавляются дополнительные ингредиенты, например свежие зелёные бобы, кунжутные семена, мёд и др.
Традиционно сонпхён окрашивается в разные цвета при использовании натуральных ингредиентов. Пять цветов — белый, коричневый, розовый, зеленый и желтый — олицетворяют гармонию природы. Коричневый цвет сонпхёна получают с помощью корицы, розовый при добавлении клубничного порошка, зелёный — полыни и желтый, используя семена гардении, тогда как белый сонпхён не содержит каких либо красителей.